# Edita Zochovická
Kapitán v. v. Edita Zochovická (rozená Weinbergerová, 22. března 1914 Nové Mesto nad Váhom – 21. prosince 2007 Stäfa) byla slovenská příslušnice ženských pomocných jednotek ATS židovského původu britské 8. armády během druhé světové války, členka československého odboje, řidička nákladních vojenských vozidel a velitelka čety československých řidiček ATS na severoafrické frontě. Jako první Čechoslovenka dosáhla v rámci nasazení ve druhé světové válce důstojnické hodnosti.

## Život

### Mládí
Narodila se v Novém Mestě nad Váhom do židovské rodiny, vystudovala zde roku 1935 obor zubní laborant. Kvůli obtížím s hledáním práce pak odešla do kibuců, židovských zemědělských komunit, v britské Palestině. Provdala se zde jako Zochovická a získala palestinské občanství, následně se navrátila do ČSR. Po vzniku Protektorátu Čechy a Morava a Slovenského státu roku 1939 se z důvodu rostoucí perzekuce se kvůli židovskému původu protektorátními úřady pod vlivem tzv. Norimberských zákonů přestěhovala zpět do Palestiny.

### Vojenské nasazení
Pracovala pro britský poštovní censurní úřad v Haifě, posléze byla na vlastní žádost převelena do Teheránu, ale na základě následného vypovězení se vrátila zpět do Palestiny. V Jeruzalémě vstoupila do ženských pomocných sborů ATS, vyčleněných z WAAF (zde po dobu války sloužilo přibližně dvacet československých občanek) pod velením 8. britské armády. Službu nastoupila 31. srpna 1942. Absolvovala výcvik pro řízení nákladních automobilů, následně byla s dalšími třemi Čechoslovenkami nasazena na africké frontě v Egyptě, kde Britové bojovali proti jednotkám německého Afrikakorpsu a italských expedičních sborů. Po roce služby se přihlásila na důstojnický kurz v palestinské Sarafandě, po jehož absolvování byla jmenována velitelkou čety československých řidiček umístěných v Tel-el-Kebiru. Ten během války absolvovaly ještě tři Čechoslovenky: MUDr. Berta Golová, Zuzana Meklerová a Helena Kramerová. Jednotka plnila především transportní konvojové jízdy s materiálem, mj. mezi přístavem Port Saíd u Rudého moře a oblastmi bojů. Zochovická zde dosáhla hodnosti kapitána.
V březnu roku 1946 byla demobilizována a přes československou diplomatickou misi v Jeruzalémě se pak vrátila do Československa. Za svou službu byla vyznamenána Africkou hvězdou, Válečnou medailí 8. armády, Hvězdou 1939-1945, Královskou medailí za chrabrost a Dubovým listem 1939-1945.

### Po roce 1945
Po návratu byla zaměstnána Ministerstvu zahraničí, kde se však po únorovém komunistickém převratu roku 1948 dostala pod politický tlak a roku 1950 byla bez udání důvodu propuštěna. Stala se terčem sledování StB, absolvovala řadu výslechů a domovních prohlídek. Nadále vykonávala podřadná zaměstnání, nejčastěji se živila jako řidička.
Po vpádu vojsk Varšavské smlouvy do Československa roku 1968 využila možnosti emigrovat se svým synem do Jugoslávie, odkud se přesunuli do Švýcarska.

### Úmrtí
Edita Zochovská zemřela 21. prosince 2007 v obci Stäfa v kantonu Curych.